# 黄金鸢尾
黄金鸢尾（学名：Iris flavissima）为鸢尾科鸢尾属的植物。分布在蒙古、俄罗斯以及中国大陆的宁夏、新疆、黑龙江、内蒙古等地，生长于海拔100米至500米的地区，多生长于干燥草地、干山坡或砂丘上，目前尚未由人工引种栽培。

## 别名
黄花鸢尾（中国植物学杂志），黄鸢尾（中国东北部植物检索表）

## 异名
- Iris humilis Georg.